# Barneveld (Wisconsin)
Barneveld es una villa ubicada en el condado de Iowa en el estado estadounidense de Wisconsin. En el Censo de 2010 tenía una población de 1.231 habitantes y una densidad poblacional de 245,38 personas por km².

## Geografía
Barneveld se encuentra ubicada en las coordenadas 43°0′43″N 89°53′50″O / 43.01194, -89.89722. Según la Oficina del Censo de los Estados Unidos, Barneveld tiene una superficie total de 5.02 km², de la cual 5.02 km² corresponden a tierra firme y (0%) 0 km² es agua.

## Demografía
Según el censo de 2010, había 1.231 personas residiendo en Barneveld. La densidad de población era de 245,38 hab./km². De los 1.231 habitantes, Barneveld estaba compuesto por el 98.21% blancos, el 0.73% eran afroamericanos, el 0.08% eran amerindios, el 0.16% eran asiáticos, el 0.08% eran isleños del Pacífico, el 0% eran de otras razas y el 0.73% pertenecían a dos o más razas. Del total de la población el 0.24% eran hispanos o latinos de cualquier raza.